# Chiesa di Sant'Ambrogio (Genova, Voltri)
La  chiesa di Sant'Ambrogio è un luogo di culto cattolico di Voltri, sede dell'omonima parrocchia, situato nel borgo di Gatega.

## Storia
Di una cappella in zona si parla nel IV secolo nell'Archivio di Nostra Signora delle Grazie. Quando venne ampliata per la nascita del borgo fu dedicata a Sant'Ambrogio.
Un affresco commemorativo della fine dei lavori riporta che nel 1266 il tempio fu rifatto, nel 1785 iniziarono lavori di decorazione che terminarono nel 1838.
La sistemazione attuale però è del 1620 anche se la prima cupola è stata costruita a partire dal 1668 per poi essere sostituita nel 1752.

## Architettura e opere
La prima chiesa aveva l'altare maggiore a sud e l'ingresso a nord dove ora vi è il laterale.